# Itara sympatrica
Itara sympatrica är en insektsart som beskrevs av Andrej Vasiljevitj Gorochov 2007. Itara sympatrica ingår i släktet Itara och familjen syrsor. Inga underarter finns listade i Catalogue of Life.